# Constantin Toma (fotbalist născut în 1987)
Constantin Toma (n. 23 martie 1987, Slobozia, Ialomița, România) este un fotbalist român, care joacă pe post de fundaș la Unirea Slobozia în SuperLiga României.